# Урі Карсенті
Урі Карсенті (Uri Carsenty, нар. 1949) — ізраїльський астроном.
Член Міжнародного астрономічного союзу , працює в Німецькому аерокосмічному центрі. Зокрема, він займається інструментами для зондів, які вирушають для вивчення астероїдів і комет: він працював над інструментом VIRTIS для апарата Розетта, HRSC для Mars Express і Framing Camera для DAWN.
Вивчав зіткнення уламків комети Шумейкерів-Леві 9 з планетою Юпітер.
4 вересня 1996 року разом з італійським астрономом Стефано Моттола відкрив астероїд (202907) 1996 RH 1. 1 жовтня 1997 року спільно з Клаес-Інгваром Лагерквістом відкрив періодичну комету 308P/Лагерквіста-Карсенті.
Разом з іншими він відкрив Рій (the swarm), ланцюг кратерів на поверхні астероїда Веста, що складається з понад 1600 маленьких кратерів.
На його честь названо астероїд 13333 Карксенті.